# 붉은바다거북
붉은바다거북(학명: Caretta caretta)는 붉은바다거북속에 속하는 유일한 바다거북이다. 속명은 거북을 뜻하는 "caret"을 프랑스어에서 라틴어화 함에 따라 붙여졌다. 붉은바다거북은 보고된 바에 의하면 364킬로그램까지 자랄 수가 있으며, 몸길이는 1.1미터 정도된다. 등딱지의 색은 적갈색이며, 살은 갈황색이다. 대표적인 천적은 범고래, 백상아리, 범상어, 바다악어이다.

## 서식지
붉은바다거북은 알을 낳을 때를 제외하고는 거의 뭍으로 올라오는 경우가 없다. 따라서 수컷들은 일평생을 외해나 연안부근에서 지내게 된다. 알에서 갓 부화한 새끼 붉은바다거북이들은 해초가 밀집된 지역에서 성장기를 보낸다. 대서양의 북서쪽에 서식하는 개체군을 살펴보면 나이에 따라 선호하는 서식지가 있는 것으로 보인다. 나이가 어릴수록 상대적으로 얕고 연안에 가까운 곳에서 더 자주 발견되었기 때문이다.
번식기가 아닐 때에는 주로 수온이 13.3 ~ 28 °C인 지역에 분포하고 번식기가 되면 암컷들이 주로 수온이 27 ~ 28 °C인 곳에서 관찰된다.
붉은바다거북 새끼들이 성장기에 크게 의존하는 갈조류의 해조 (Sargassum) 밀집지역은 다른 해양생물에게도 매우 중요한 역할을 하고 있다. 이 해조 밀집지역은 사실상 떠다니는 거대한 해조류 뭉치라고 생각하면 되는데 따개비를 비롯하여 게와 물고기의 유생, 히드로충과 참치같은 대형어류에 이르기까지 다양한 생물종이 이 해조류 뭉치에 의존을 한다.

## 분포

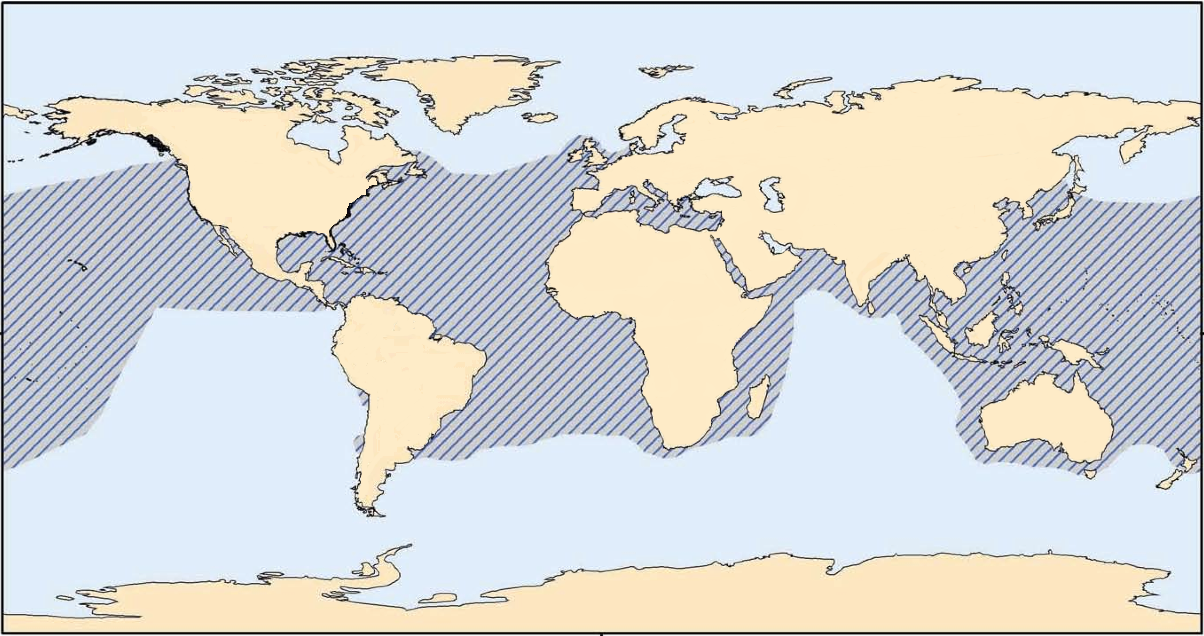
붉은바다거북의 분포지도

붉은바다거북은 여러 종의 바다거북들 중에 제일 넓은 지역에 분포하고 있는 것으로 알려져 있다. 대서양, 인도양, 태평양은 물론 지중해에서도 서식을 한다. 대한민국 연안에서도 살고 있는 것으로 알려져 있는데 서쪽의 동중국해나 동해에서도 서식한다고 보고되고 있다.

## 해부학 및 형태학

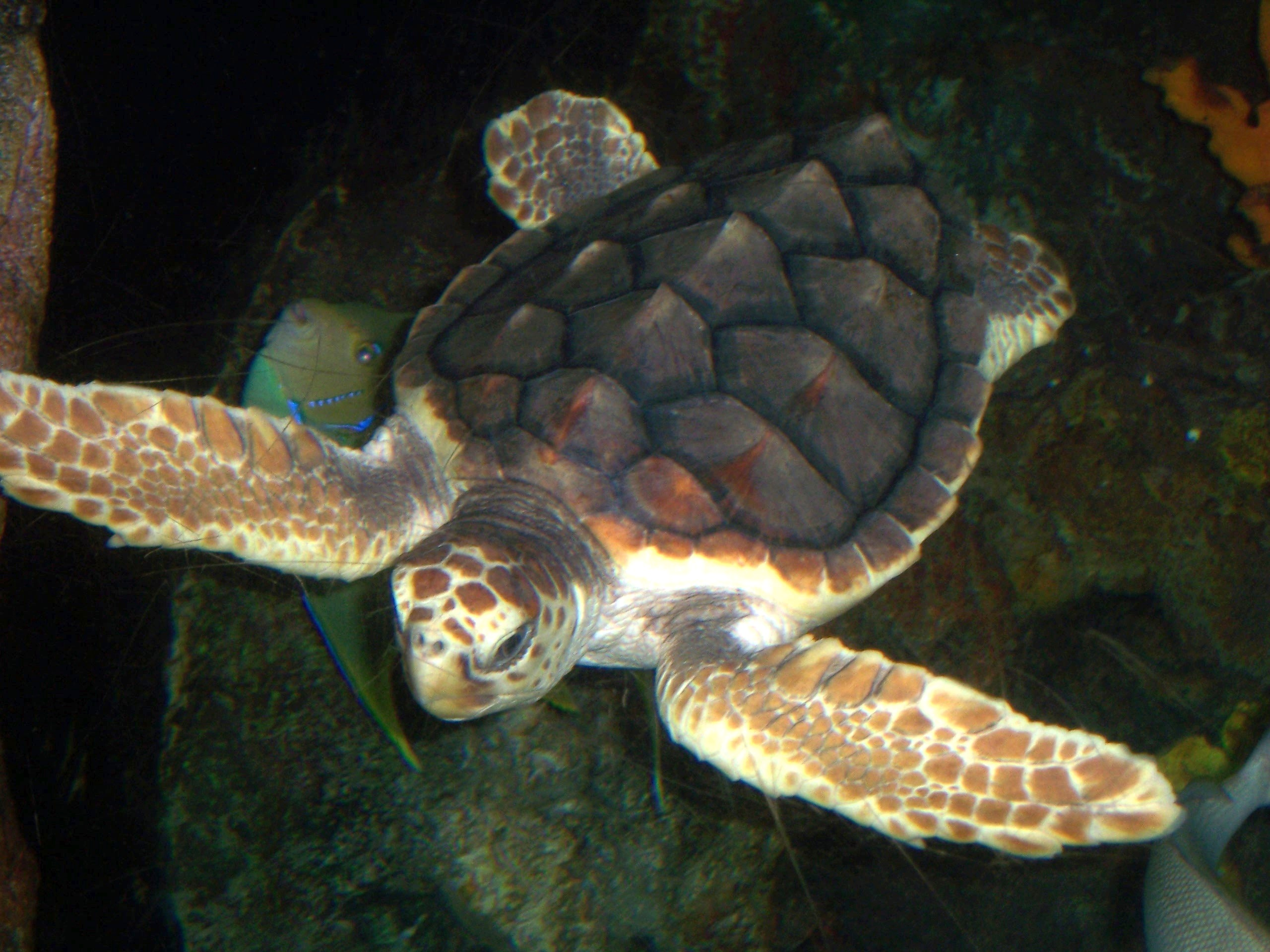

딱딱한 등딱지를 가지고 있는 거북이 가운데 가장 커다란 몸집을 자랑하는 붉은바다거북은 평균적으로 80 ~ 200 kg에 길이는 70 ~ 95 cm에 이른다. 가장 크다고 알려진 것은 무게가 545 kg에 길이는 213 cm에 이르렀다. 머리 부분과 등딱지는 노란 빛이 도는 주황색에서부터 붉은 갈색까지 여러 가지 색을 띨 수 있지만 배 부분은 보통 밝은 노란색이다. 그 외 목이나 옆구리도 위쪽은 갈색에 가깝고 바닥쪽으로 갈수록 노란색을 띤다.
붉은바다거북의 등딱지는 2개의 측면으로 구분된다. 등딱지는 큰 갑판과 순판으로 나누어진다. 목덜미 방패 꼴의 뼈 조각은 머리 아래에 있다.
붉은바다거북이는 머리나 지느러미 모양의 발을 등딱지 안으로 완전히 숨길 수는 없는데 그래도 등딱지는 훌륭한 보호 구실을 한다. 일반적으로 암컷보다 수컷의 꼬리와 발톱이 길며 배딱지는 일반적으로 수컷이 더 짧다. 등딱지 형태를 살펴보면, 수컷이 더 넓고 평평한 등딱지를 가진 편이다. 새끼 붉은바다거북은 겉모습만으로 성별을 구분하기가 불가능하다.
바다거북은 체내의 삼투조절을 위해 눈물샘이 발달되어 있는데, 이 샘을 통해 바닷물을 통해 과도하게 섭취한 염분을 배출한다.

## 생태 및 습성

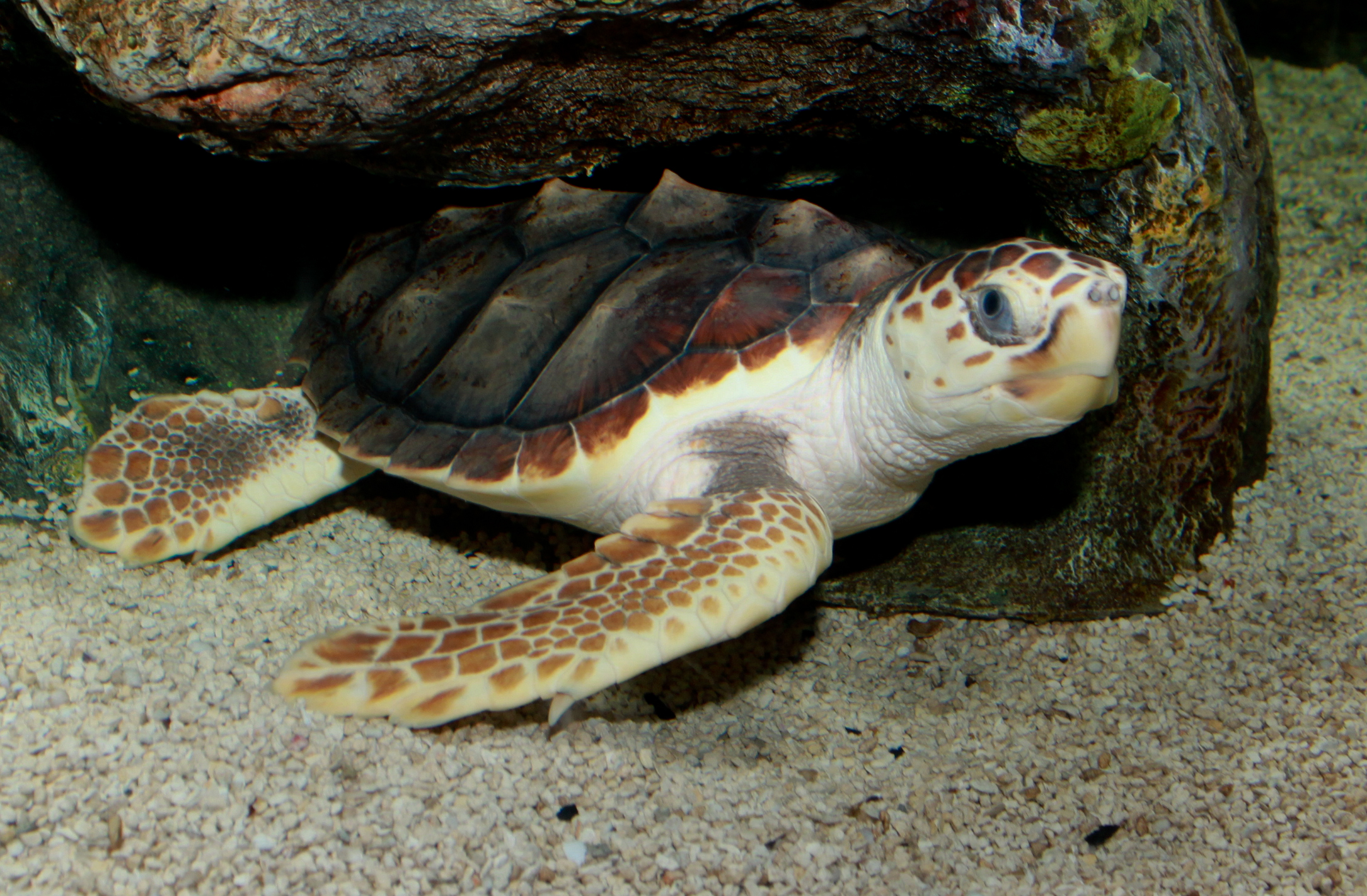

자연 상태의 붉은바다거북과 수족관에서 자라는 붉은바다거북 둘다 낮에 더 활발히 활동한다. 수족관에서 지내는 붉은바다거북을 관찰해보면 낮에 주로 헤엄을 치거나 밑바닥에서 휴식을 취하기도 한다. 하루의 85% 정도를 물 밑에서 지내는 붉은바다거북은 보통 한 번 잠수하면 15-30분 정도를 버틸 수 있지만 최대 4시간까지도 가능하다는 기록도 있다.
새끼와 다 자란 붉은바다거북은 수영하는 방법이 조금 다른데, 새끼들은 뒷다리는 몸 옆에 붙인채로 앞다리만을 이용해서 헤엄을 친다. 자라면서 차차 뒷다리도 사용하여 양쪽 다리를 번갈아가며 휘저어 수영을 하게 된다.
수온에 따라 활동성이 달라지는 붉은바다거북은 수온이 13 ~ 15 °C가 되면 행동이 느려지며 수온이 10 °C로 내려가면 거의 기절 상태가 된다. 다 자란 붉은바다거북이에 비해서 새끼들이 더 차가운 수온에 잘 견디는 것으로 알려져 있는데 새끼들은 수온이 9 °C이하로 내려가기 전까지는 온도때문에 기절하지 않는다. 이러한 이유로 붉은바다거북은 알맞은 수온을 찾아 이동하는 것으로 알려져있다. 수온이 올라가면 붉은바다거북의 물질 대사와 심장 박동수는 증가한다.
붉은바다거북은 암컷들끼리 공격적인 성향을 자주 띠는데 해양척추동물문에서는 매우 이례적인 현상이다. 수족관에서 사육되는 붉은바다거북들에서도 관찰되는 현상이며 먹이나 영역을 지키기 위해 공격성을 띠는 것으로 생각되고 있다.

## 먹이

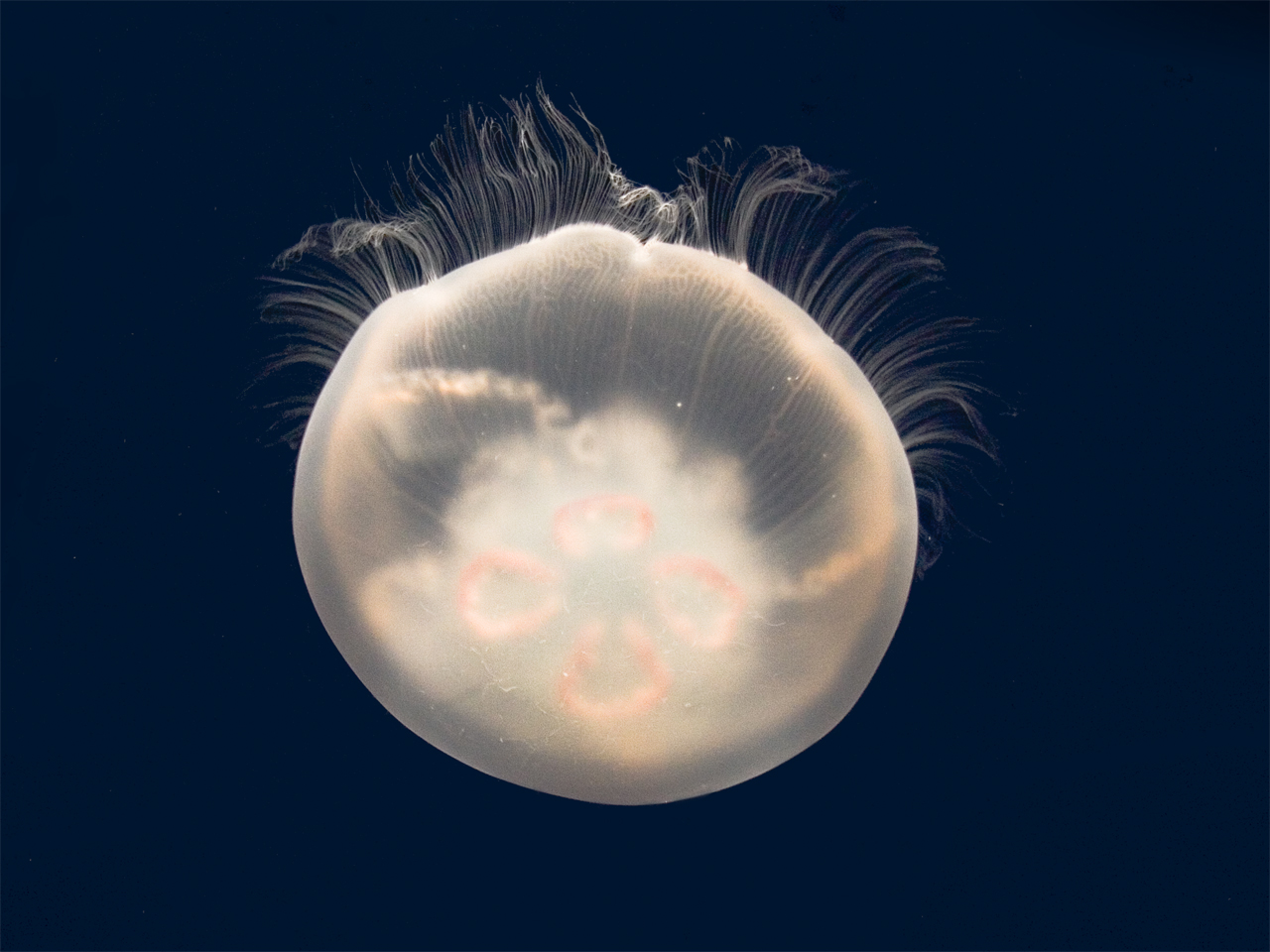

붉은바다거북은 잡식동물이고, 주로 땅바닥에 사는 복족류, 이매패류 및 갑각류 같은 무척추동물을 먹는다. 넓은 바다로 이동하는 동안, 붉은바다거북은 해파리, 떠다니는 연체동물, 오징어 및 날치를 먹는다.
붉은바다거북은 크고 강력한 턱으로 먹이를 씹는다.

## 보호
인간의 다양한 활동들이 붉은바다거북들에게 위험을 끼쳐왔다. 붉은바다거북은 번식을 할 수 있는 어른으로 다 자랄 때까지 걸리는 기간도 길뿐만 아니라 새끼에서 무사히 어른으로 다 자랄 확률도 매우 낮은 편이기 때문에 이러한 위협은 붉은바다거북이들에게 더욱 위험할 수 있다. 한 때 고기와 알을 얻기 위해서 집중적으로 사냥되었지만 현재는 법에 의해서 보호되고 있으며 자킨토스 국립공원처럼 붉은바다거북을 보호하기 위한 국립공원도 조성되었다. 하지만 멕시코에서는 아직도 붉은바다거북의 알이 흔하게 거래되고 있다.
바다에서는 어획도구들이 붉은바다거북이들에게 제일 위협적이다. 여러 가지 덫이나 올가미에 걸리기도 하지만 주로 주낙(long line) 자망에 걸려 다치거나 질식하여 죽게 된다.
또한 바다에 버려지는 연간 24,000 톤의 플라스틱도 문제이다. 거북이들이 떠다니는 비닐 봉지나 풍선, 플라스틱 조각등을 먹이인 해파리로 착각해 삼켜서 문제가 된다. 거북이가 삼킨 플라스틱들은 질식을 유발하고 영양소 흡수를 방해하며 폴리클로리네이티드 바이페닐 (polychlorinated biphenyl)같은 여러 가지 해로운 화학물질들을 방출해서 거북이의 체내에 쌓이게 된다. 이러한 화학물질들은 거북이에게 껍질이 약한 알을 낳게 만들거나 거북이의 조직 손상, 이상 행동등을 초래한다.
인위적인 조명 역시 거북이에게 피해가 될 수 있다. 붉은바다거북 암컷들은 밤에 어두운 모래사장으로 올라와 알을 낳는데 사람들이 밤에 밝혀놓은 인공조명은 암컷들의 이런 습성에 방해요소가 된다. 또한 알에서 갓 부화한 새끼들은 바다 위의 달이나 별빛에 의지해 방향을 찾는데 인공조명에 혼란스러워진 새끼 거북이들은 도착해야 할 바다쪽이 아닌 육지 쪽으로 향하게 된다. 육지 쪽으로 향하는 새끼 거북이들은 결국 말라 죽거나 해가 뜨면서 갈매기나 뱀, 여우, 너구리, 바다게 등 천적에게 잡아먹히게 된다.
계속되는 개발로 인해 거북이들이 알을 낳은 장소나 서식지가 줄어들고 있는 것도 문제이다. 인간이 바닷가를 휴양지로 사용하면서 지은 여러 건물들은 거북이가 알을 낳을 장소를 점점 빼앗고 있고 이에 거북이들은 상대적으로 바닷물에 더 가까운 곳에 알을 낳게 된다. 결과적으로 알들이 바닷물에 쓸려가게 될 위험성이 커지게 되고 부두등이 들어선 곳에서는 아예 알을 낳지 못하게 된다.
거북이는 부화때의 온도에 따라 성별이 결정되는데 최근 계속되는 지구 온난화 현상으로 거북이의 성비가 맞지 않게 되는 것도 문제로 대두되고 있다. 상대적으로 높은 온도에서는 암컷이 부화되고 낮은 온도에서는 수컷이 부화되는데 점차 기온이 올라감에 딸 암컷의 수가 훨씬 많아지게 되는 것이다. 최근에는 성비 불균형을 바로 잡기 위해 바닷가에 높은 건물을 지어 모래사장에 해가 덜 들도록 하여 모래의 온도를 낮추는 등 여러 노력이 이루어지고 있다.

## 같이 보기
- 바다거북상과 (Chelonioidea)
- 대모 (Eretmochelys imbricata)
- 청색바다거북 (Chelonia mydas)
- 장수거북 (Dermochelys coriacea)
- 켐프각시바다거북 (Lepidochelys kempii)
- 올리브각시바다거북 (Lepidochelys olivacea)
- 납작등바다거북 (Natator depressus)